# Peter Zaremba
Peter Zaremba, född 7 april 1909 i Aliquippa i Pennsylvania, död 17 september 1994 i Kingwood i Texas, var en amerikansk friidrottare.
Zaremba blev olympisk bronsmedaljör i släggkastning vid sommarspelen 1932 i Los Angeles.